# Airto Moreira
Airto Guimorvan Moreira (Itaiópolis, 5 de agosto de 1941) é um baterista, percussionista e compositor brasileiro.

## Biografia
Natural de Santa Catarina, Airto mudou-se para Guarapuava com um ano de idade e, posteriormente, para Ponta Grossa, onde aprendeu canto, piano, violino, bandolim e teoria musical; em 1956, mudou-se para Curitiba.
Em 1962 integrou o Sambalanço Trio, juntamente com César Camargo Mariano e Humberto Cláiber. Com a saída do César do grupo, Airto e Humberto convidaram Hermeto Pascoal para substituir o César, e assim nasceu o Sambrasa Trio, que possui um único álbum, lançado em 1965. Entre 1966 a 1969 integrou o Quarteto Novo com Theo de Barros, Heraldo do Monte e Hermeto Pascoal e, no fim dos anos 1960, mudou-se para os Estados Unidos. Lá participou da gravação do álbum Bitches Brew de Miles Davis na faixa Feio, que definitivamente o colocou no cenário da música internacional. Junto de sua esposa, a cantora Flora Purim, gravou vários álbuns e coproduziu diversos de seus trabalhos.

## Discografia

### Com Sambalanço Trio
- Sambalanço Trio (1964)
- À vontade Mesmo Raulzinho e o Sambalanço Trio (1965)
- Reencontro com Sambalanço Trio (1965)
- Lennie Dale e o Sambalanço Trio (1965)

### Com Sambrasa Trio
- Em Som Maior (1965), selo Som Maior

### Com Quarteto Novo
- Quarteto Novo (1967)

### Carreira Solo
- Natural Feelings (1970)
- Seeds on the Ground - The Natural Sound of Airto (1971)
- Free (1972)
- Return to Forever (1972) (c/ Return to Forever)
- Light as a Feather (1973) (c/ Return to Forever)
- Fingers (1973)[2]
- Virgin Land (1974)
- Deodato/Airto in Concert (c/ Eumir Deodato) (1974)
- Identity (1975)
- Promises of the Sun (1976)
- I'm fine, How are You? (1977)
- Touching you, Touching me (1979)
- Missa espiritual - Airto's Brazilian mass (1984)
- Humble People (c/ Flora Purim)(1985)
- The Magicians (c/ Flora Purim)(1986)
- Latino - Aqui se Puede (1986)
- Three-Way Mirror (c/ Flora Purim e Joe Farrell) (1987) Reference Recordings
- The Colours of Life (c/ Flora Purim) (1988)
- Samba de Flora (1988) Montuno
- The Sun is Out (c/ Flora Purim)(1989)
- Struck by Lightning (1989)
- Dafos (c/ Mickey Hart e Flora Purim) (1989)
- Planet Drum (c/ Mickey Hart e Flora Purim) (1991)
- The Other Side of This (1992)
- Live at Ronnie Scott's Club (1992) (c/ Fourth World)
- Killer Bees Airto Moreira & The Gods of Jazz (1993)
- Encounters of the Fourth World (1995) (c/ Fourth World)
- Live in South Africa 1993 (1996) (c/ Fourth World)
- Last Journey (1998) (c/ Fourth World)
- Homeless (2000)

### ComReturn to Forever
- Return to Forever (1972)
- Light as a feather (1972)

## Gravações como músico convidado
- Bitches Brew - Miles Davis (1968)
- Borboleta - Santana (1973)
- Punk Jazz - The Jaco Pastorius Anthology (2003)
- Viva Airto! Fotografia Sonora (2016)
- Al di Meola Project - Soaring Through a Dream (1985)

## Premiações
- Em agosto de 1981, no 29º Annual International Jazz Critics Poll, da revista “Down Beat”, Airto era escolhido o percussionista do ano na opinião de 55 críticos de jazz de todo o mundo.[3]
- Em 1992, o trabalho de equipe "Planet Drum" representou o trabalho vencedor do Grammy: o álbum, lançado nos Estados Unidos por uma pequena etiqueta chamada The World/Ryko, teve como líder o também percussionista Mickey Hart, e foi concebido e desenvolvido com intensa participação de Airto Moreira e sua esposa, a cantora e compositora Flora Purim.[4]